# 陈伟庆
陈伟庆（1969年10月—），中华人民共和国外交官，曾任中华人民共和国驻伊拉克共和国特命全权大使和中华人民共和国驻沙特阿拉伯王国特命全权大使，现任外交部西亚北非司司长。

## 生平
陈伟庆1992年毕业于上海外国语学院阿拉伯语专业。同年，进入中华人民共和国外交部工作，先后在外交部西亚北非司、驻苏丹大使馆、驻突尼斯大使馆任职。2008年，任驻伊朗大使馆参赞。2010年，任驻南非大使馆参赞，后升任公使衔参赞。2013年，任外交部办公厅副主任。2014年，任外交部西亚北非司副司长。2016年3月，出任中华人民共和国驻伊拉克大使。2019年4月，出任中华人民共和国驻沙特阿拉伯大使。2021年6月，兼驻伊斯兰合作组织代表。2024年4月，自驻沙特阿拉伯大使离任。5月，任外交部西亚北非司司长。

## 家庭
已婚，有一子。